# 繁藤災害
繁藤災害（しげとうさいがい）は、高知県香美郡土佐山田町（現・香美市土佐山田町）繁藤の繁藤駅周辺で、1972年（昭和47年）7月5日に発生した土砂災害である。

## 概要
1972年（昭和47年）7月4日から5日にかけて、暖かく湿った空気が舌状に大量に流れ込む「湿舌」が四国山地にぶつかったことにより大雨をもたらし、土佐山田町繁藤では1時間降雨量95.5mm（5日6時）、24時間の降雨量が742mm（4日9時〜5日9時）という激しい集中豪雨に見舞われた。平年の3ヶ月分という大量の雨が一気に降った影響で地盤が緩み、至る所で小規模な土砂崩壊が発生していた。
降り始めからの雨量が600mm近くに達した5日午前6時45分、繁藤駅前にそびえる追廻山（550m）の駅付近の山腹が高さ20m・幅10mにわたって小崩壊し、人家の裏で流出していた土砂を除去していた消防団員1名が崩れ落ちてきた土砂200m³に埋もれて行方不明となった。早速、町職員や消防関係者が招集され、約120名が降りしきる雨の中、重機を使用した捜索活動が行われた。
前日からの激しい雨はさらに降り続き、降り始めからの雨量が780mmに達した午前10時50分頃、小崩壊を起こした山腹が、いくつかの雷が一度に落ちたような大きな音と共に幅170m、長さ150m、高さ80mにわたって大崩壊を起こし、10万m³もの大量の土砂が駅周辺の民家のほか、駅および駅構内3番線に停車中だった高知発高松行き224列車（機関車DF50 45号機牽引、客車4両）を直撃した。突如発生した大崩壊による土石流は、家屋12棟や機関車1両と客車1両を一気に飲み込み、現場付近で救助活動を行っていた町職員や消防団員、その活動を見守っていた周辺住民や列車の乗務員、乗客らを巻き込んだ後、駅背後を流れる20m下の穴内川まで流れ落ち川を埋め尽くした。中でも機関車は川の対岸まで飛ばされるほどに土砂に押し流され、1両目の客車が機関車の上に乗りかかるように埋没、2両目が崩れ残った路盤に宙吊りとなり、辛うじて3両目と4両目の客車が被災を免れた。

## 被害
自衛隊や機動隊、消防等関係者ら1,300人体制による捜索・救出活動（および遺体収容作業）は約1ヶ月間続き、延べ約2万人が従事したが、最終的に死者60名（大崩壊による死者は59名）、負傷者8名、家屋全壊10棟、半壊3棟の被害を出すに至った。駅構内の半分を土砂に飲み込まれたほか、一部の路盤を失って不通となった国鉄土讃本線（現・四国旅客鉄道（JR四国）土讃線）は、復旧までに23日を要している。

## 原因
災害発生の原因となった追廻山の山腹は、元々破砕帯が露出した比較的脆弱な岩盤構造となっており、折からの大雨で土中に多量の水分を含んでいたため、崩壊が起こりやすくなっていた（最初の小崩壊に巻き込まれた消防団員は、現場付近で小規模に崩落した土砂の除去にあたっていた）。小崩壊が起こったことによって、それよりも上部の破砕帯は地下水の流出経路を失い、土中にさらに多くの地下水が貯留され、それが過飽和になった時点で大崩落が発生したと推測されている。

## その他
この災害は、最初の小崩壊によって生き埋めになった消防団員の捜索、救出活動を行っている真っ最中に起こった「二次災害」状態となったため、その後に被害者遺族が起こした訴訟では、「怠慢による不作為」という行政の責任が問われることとなった。
災害発生当時、降り続く雨によって災害現場の地盤が非常に不安定であり、なおかつ落石等で頻繁に救出作業が中断されていたという当時の現場状況において、作業に従事していた消防団員が大規模崩壊を予測できたか否か、自然災害における行政の責任を問う全国初の裁判となった。
一審の高知地裁では、「消防団幹部が崩壊の予兆を見逃す『不法行為』をし、そのために大勢の死者が出た人災」と判決され原告が勝訴した。しかし、控訴審の高松高裁では一転して予測不可能な「天災」と判決された後、19年後の1991年9月に最高裁で和解が成立した。
この災害の教訓から高知県の防災行政が見直されたほか、消防団員の研修内容に「現場の状況から危険を察知し避難する判断力の重視」という新たな項目が加わった。また、駅から国道32号線を高松方向に数百m進んだ地点には、本災害の慰霊碑やモニュメントを設けた広場があり毎年、慰霊祭が行われている。この慰霊碑は列車の窓からも見ることができる。